# Notocydia
Notocydia là một chi bướm đêm thuộc họ Tortricidae.

## Các loài
- Notocydia atripunctis (Turner, 1946)
- Notocydia lomacula (Lower, 1899)
- Notocydia niveimacula Komai & Horak, in Horak, 2006
- Notocydia tephraea (Meyrick, 1911)